# Гвладис
Гвладис верх Брихан (валл. Gwladys ferch Brychan; умерла в 500 или 523) — королева, валлийская святая. День памяти — 29 марта.
Св. Гвладис верх Брихан, или Гладис, или Клавдия (лат: Claudia) была дочерью св. Брихана, прекрасной королевой святого Гвинлиу и матерью одного из наиболее почитаемых валлийских святых — св. Кадока Премудрого.

## Традиционные жития
Средневековые жития св. Кадока, составленное ок. 1100 г. Лифрисом (Lifris), и св. Гвинлиу, составленное ок. 1120 г., сохраняют легендарные детали её жизни, которые зачастую разнятся. Св. Гвладис упомянута в списках шотландских королей.
О св. Гвладис, наполовину ирландке, известно много больше, чем об иных детях св. Брихана. Её красота покорила сердце св. Гвинлиу, короля Гвинллуга (Южный Уэльс). Согласно «Житию св. Кадока», когда отец не благословил Гвладис перед замужеством, Гвинлиу с тремястами товарищами похитил её из Талгарта. Завязалась битва, которая была остановлена лишь вмешательством короля Артура, Кея и Бедивера, которые выступили на стороне Гвинлиу и его войска в этой битве. Это случилось после того, как Каю удалось уговорить Артура не похищать прекрасную Гвладис самому. Эта история соответствует тому, что имеется в предании о Килухе и Олвене и других историях про короля Артура с указанием на то, что источником истории послужили повествования бардов. Это стало первым упоминанием короля Артура в житии святой. Согласно «Житию св. Гвинлиу», этой битвы никогда не было, и женитьба состоялась с миром.
Вскоре у Гвладис родился сын, знаменитый св. Кадок, а затем и иные дети — также свв. Кинидр (Cynidr), Буги (Bugi of Wales), Кивиу (Cyfyw), Махес (Maches), Гливис II (Glywys II) и Эгвин (Egwine).
Благодаря свв. Кадоку и Гвладис, св. Гвинлиу вскоре оставил разбойничью жизнь и начал искать отпущения грехов. Видение заставило его уйти в отшельники там, где нынче располагается Стоу Хилл (Stow Hill) в Ньюпорте, Южный Уэльс. Св. Гвладис разделяла со св. Гвинлиу тяготы отшельнической жизни и жила на Стоу Хилл. Вместе они соблюдали посты, отказывались от скоромной пищи, погружались в холодные воды реки Аск, дабы доказать свою верность Господу.
Впоследствии они стали жить отдельно во избежание плотской страсти. Св. Гвладис основала своё отшельническое жилище около Пенкарна (Pencarn) в Бассалеге (Bassaleg), предположительно, неподалёку от Понт-Эббу (Pont Ebbw). Там она совершала омовения в реке Эббу (Ebbw River) и в источнике в Тредегаре (Tredegar), который, быть может, был ей посвящён. Некоторые считают, что церковь Святого Василия, иначе Бассалег, была изначально освящена в её честь.
Позже по предупреждению св. Кадока она перенесла своё жилище дальше к Капел Уладис (Capel Wladus, Capel Gwladys) в Геллигайре (Gelligaer). Сегодня основной храм, освящённый в её честь, находится в Баргойде.
Считается, что она погребена неподалёку от местечка Понт-Эббу.